# Giulio Finocchi
Giulio Finocchi (Montecatini Val di Nievole, 5 agosto 1639 – Montecatini Val di Nievole, 3 marzo 1716) è stato un religioso e storico italiano.

## Biografia
Nato da Cosimo e Maria Guazzini, fu battezzato nella pieve di San Pietro Apostolo il 21 aprile 1641. Maturata la vocazione religiosa, il 26 maggio 1656 vestì l'abito agostiniano nel convento di Santo Spirito a Firenze e l’anno dopo, il 30 maggio, emise la professione solenne. Negli anni seguenti risiedette in vari conventi toscani, a Pistoia, a Empoli, a Siena e di nuovo a Firenze. Nel 1663 fu trasferito nel convento di San Iacopo a Bologna. Qui conobbe il priore Luigi Torelli, annalista dell’ordine agostiniano, che nel 1659 aveva pubblicato il primo tomo dei Secoli agostiniani. Nel 1665 fu ordinato sacerdote dal vescovo di Bertinoro e il 3 luglio dello stesso anno cantò la prima messa nella Basilica della Santa Casa di Loreto. Passò alla provincia agostiniana di Pisa e qui intraprese una lunga carriera all'interno dell'ordine. Il 29 aprile 1703 a Livorno, fu eletto padre provinciale. Il 30 maggio 1705 portò a compimento l'incarico e decise di dedicarsi alle ricerche storiche sulla sua terra d'origine. Scrisse le Memorie o vero ricordi attenenti all’antica e veterana terra di Monte Catino, che inizialmente avrebbe dovuto comprendere quattro tomi, poi si fermò a tre, più un repertorio dell'antico convento di Santa Margherita. Concluse il lavoro di ricerca a pochi mesi dalla morte.

## Opere
- Memorie, o vero Ricordi attenenti all'antica e veterana terra di Monte Catino